# Kevin Alston
Kevin Lawrence Alston (Washington D. C., Estados Unidos; 5 de mayo de 1988) es un exfutbolista estadounidense. Jugaba de defensa.

## Trayectoria
Alston jugó al soccer universitario para los Indiana Hoosiers de la Universidad de Indiana entre 2006 y 2008.

### New England Revolution
Fue seleccionado por el New England Revolution en el puesto 10.º del SuperDraft de la MLS 2009. Debutó profesionalmente el 21 de marzo de 2009 contra el San Jose Earthquakes. Alston fue incluido en el primer Juego de las Estrellas de la MLS en 2010 contra el Manchester United.

### Orlando City
El contrato de Alston con el New England terminó al final de la temporada 2015, y el jugador fue seleccionado por el Orlando City en el Draft de Retorno de la MLS.

### Orange County SC
El 8 de junio de 2018 fichó por el Orange County SC de la USL.

## Selección nacional
Alston fue internacional a nivel juvenil con la selección de Estados Unidos. Participó con la selección sub-17 en la Copa Mundial de Fútbol Sub-17 de 2005 en Perú, donde jugó tres encuentros. Además jugó para los Estados Unidos en los Juegos Panamericanos de 2007.
El 22 de diciembre de 2009 recibió su primera llamada a la selección de Estados Unidos para un encuentro amistoso contra Honduras, sin embargo una lesión lo dejó fuera de la cita.

## Estadísticas
Actualizado al último partido disputado el 7 de marzo de 2020.
| New England Revolution Estados Unidos                                                |               |               |     |   |   |   |   |     |     |   |
| 1.ª                                                                                  | 2009          | 28            | 0   | - | - | 2 | 0 | 30  | 0   |   |
| 1.ª                                                                                  | 2010          | 22            | 0   | - | - | 4 | 1 | 26  | 1   |   |
| 1.ª                                                                                  | 2011          | 33            | 0   | - | - | - | - | 33  | 0   |   |
| 1.ª                                                                                  | 2012          | 31            | 0   | - | - | - | - | 31  | 0   |   |
| 1.ª                                                                                  | 2013          | 9             | 0   | - | - | - | - | 9   | 0   |   |
| 1.ª                                                                                  | 2014          | 15            | 1   | 1 | 0 | - | - | 16  | 1   |   |
| 1.ª                                                                                  | 2015          | 17            | 0   | 1 | 0 | - | - | 18  | 0   |   |
| Total club                                                                           | Total club    | 155           | 1   | 2 | 0 | 6 | 1 | 163 | 2   |   |
| Orlando City Estados Unidos                                                          |               |               |     |   |   |   |   |     |     |   |
| 1.ª                                                                                  | 2016          | 24            | 0   | 2 | 0 | - | - | 26  | 0   |   |
| 1.ª                                                                                  | 2017          | 0             | 0   | - | - | - | - | 0   | 0   |   |
| Total club                                                                           | Total club    | 24            | 0   | 2 | 0 | 0 | 0 | 26  | 0   |   |
| Orlando City B Estados Unidos                                                        |               |               |     |   |   |   |   |     |     |   |
| 2.ª                                                                                  | 2017          | 12            | 0   | - | - | - | - | 12  | 0   |   |
| Total club                                                                           | Total club    | 12            | 0   | 0 | 0 | 0 | 0 | 12  | 0   |   |
| Orange County SC Estados Unidos                                                      |               |               |     |   |   |   |   |     |     |   |
| 2.ª                                                                                  | 2018          | 23            | 0   | - | - | - | - | 23  | 0   |   |
| 2.ª                                                                                  | 2019          | 21            | 1   | 1 | 0 | - | - | 22  | 1   |   |
| 2.ª                                                                                  | 2020          | 1             | 0   | - | - | - | - | 1   | 0   |   |
| Total club                                                                           | Total club    | 45            | 1   | 1 | 0 | 0 | 0 | 46  | 1   |   |
| Total carrera                                                                        | Total carrera | Total carrera | 236 | 2 | 5 | 0 | 6 | 1   | 247 | 3 |
| (1) Incluye datos de la US Open Cup (2) Incluye datos de la SuperLiga Norteamericana |               |               |     |   |   |   |   |     |     |   |

## Palmarés

### Distinciones individuales
| Distinción                            | Año  |
| ------------------------------------- | ---- |
| MLS Comeback Player of the Year Award | 2013 |

## Vida personal
El 8 de abril de 2013 se anunció que Alston padecía de leucemia mieloide crónica, lo que provocó que dejara la actividad deportiva. Regresó al fútbol ya recuperado en julio de 2013.